# Косых, Анна Васильевна
Анна Васильевна Косых (1923 — 24 апреля 1992) — передовик советского сельского хозяйства, доярка совхоза имени Ленина Шушенского района Красноярского края, Герой Социалистического Труда (1966).

## Биография
Родилась в 1923 году в селе Плотбище, ныне Енисейского района Красноярского края в семье русского крестьянина.
Прошла начальное обучение в школе и приступила к трудовой деятельности. В 1938 году стала работать в местном колхозе сначала рядовой колхозницей, а затем пчеловодом, учётчиком в тракторной бригаде. Все годы войны связаны с трудовой деятельностью в колхозе.
В 1949 году переехала работать пчеловодом в совхоз имени Ленина в Шушенский район. В 1957 году стала трудиться дояркой в учебном хозяйстве при сельскохозяйственном техникуме совхоза Шушенский.
В конце марта 1961 года Анне Васильевне, которая продолжала работать дояркой, поручили группу из 14 голов нетелей. Уже к маю 1965 года она получила от каждой коровы по 341 килограмму молока в среднем с жирностью 3,9 процента. Благодаря таким результатом она стала победителей социалистического соревнования в Шушенском районе.
21 января 1966 года представлена на соискание звания Героя Социалистического Труда решением № 27 заседания бюро Красноярского крайкома КПСС. Указом Президиума Верховного Совета СССР от 22 марта 1966 года за получение высоких показателей в животноводстве и высокой продуктивности по результатам 1965 года Анне Васильевне Косых было присвоено звание Героя Социалистического Труда с вручением ордена Ленина и медали «Серп и Молот».
Была участницей сельскохозяйственной выставки достижений народного хозяйства.
Избиралась депутатом Красноярского краевого и Шушенского районного Советов депутатов трудящихся.
Проживала в посёлке Ильичёво Шушенского района Красноярского края. Умерла 24 апреля 1992 года, похоронена на поселковом кладбище.

## Награды
За трудовые успехи была удостоена:
- золотая звезда «Серп и Молот» (22.03.1966)
- орден Ленина (22.03.1966)
- другие медали.